# Économie du Texas
En 2011, l'économie du Texas représente 8 % du PIB des États-Unis ce qui en fait la seconde du pays. Le Texas est aussi le premier exportateur et le premier État dans le classement des 1 000 plus grandes entreprises américaines. Cette puissance économique repose avant tout sur l'exploitation du pétrole et du gaz naturel mais aussi sur l'industrie de pointe avec la production de composants électroniques et l'aérospatial.

## Historique
Les industries de guerre ont contribué au développement des villes texanes : pendant la guerre de Sécession, Austin, Marshall, Jefferson, Houston et San Antonio ont participé à la production et l'organisation militaire du conflit. Le Texas possédait plusieurs camps de l'armée américaine pendant la Première Guerre mondiale et des bases aériennes (Wichita Falls, Fort Worth, San Antonio) qui faisaient vivre des milliers de personnes. Le Texas joua également un rôle majeur pendant la Seconde Guerre mondiale avec ses quinze bases militaires et ses 21 camps de prisonniers de guerre). L'effort de guerre entraîna le développement des chantiers navals le long du canal de Houston ; les bombardiers B24 étaient construits à Dallas et Fort Worth.
Le Texas resta un État rural jusqu’à la Seconde Guerre mondiale : l’élevage se développa à l’époque de la colonisation espagnole. Le coton connut un important développement au XIXe siècle avant d’être concurrencé par les productions étrangères et les textiles synthétiques au siècle suivant. Le pétrole commença à être exploité au début du XXe siècle et provoqua une augmentation du PIB. Mais le Texas fut frappé par la crise de 1929 comme les autres États américains.
Après 1945, le Texas connut un développement urbain et industriel rapide. Dans les années 1950-1960, implantation de la NASA. À la fin du XXe siècle et au début du XXIe siècle, l’économie texane se diversifie : à côté des secteurs traditionnels de l’agriculture, de l’élevage et des hydrocarbures, se sont développés les industries de pointe, les services et les transports.

## Généralités
Les atouts du Texas sont nombreux et favorisent le dynamisme de son économie : certains facteurs sont naturels comme la position géographique centrale, le climat attractif et l’abondance des ressources naturelles. Le système texan, fortement capitaliste et conservateur, repose sur une faible fiscalité (absence d’impôt sur le revenu), peu de réglementations, la flexibilité du travail, ou encore l'exploitation intensive des ressources naturelles.
À la fin de l’année 2006, le Produit Intérieur Brut s’élevait à 1 090 milliards de dollars, soit le deuxième des États-Unis,. Produit par habitant était de 42 975 $ en 2005. De nombreuses entreprises ont leur siège social au Texas. Le taux de croissance était de 4,7 % en 2006-2007, soit le 5e des États-Unis.
Il existe néanmoins des inégalités économiques importantes au Texas, entre les régions et entre les groupes sociaux. En effet, la croissance économique profite essentiellement aux métropoles de l’État.
Si le Texas était un pays indépendant, son économie serait la douzième du monde. Entre août 2007 et août 2008, 252 000 emplois ont été créés et le taux de chômage s’élève à 5 % en août 2008, soit 1,1 point en dessous de la moyenne nationale.
En 2008, la population active était de plus de 11 millions de personnes. Les secteurs le plus importants sont ceux des transports, du commerce, du gouvernement, de l’éducation et de la santé.
Le Texas est l'État américain présentant le plus grand nombre de citoyens non couverts par une assurance-maladie.

## L'économie texane par secteur

### Agriculture, élevage et pêche

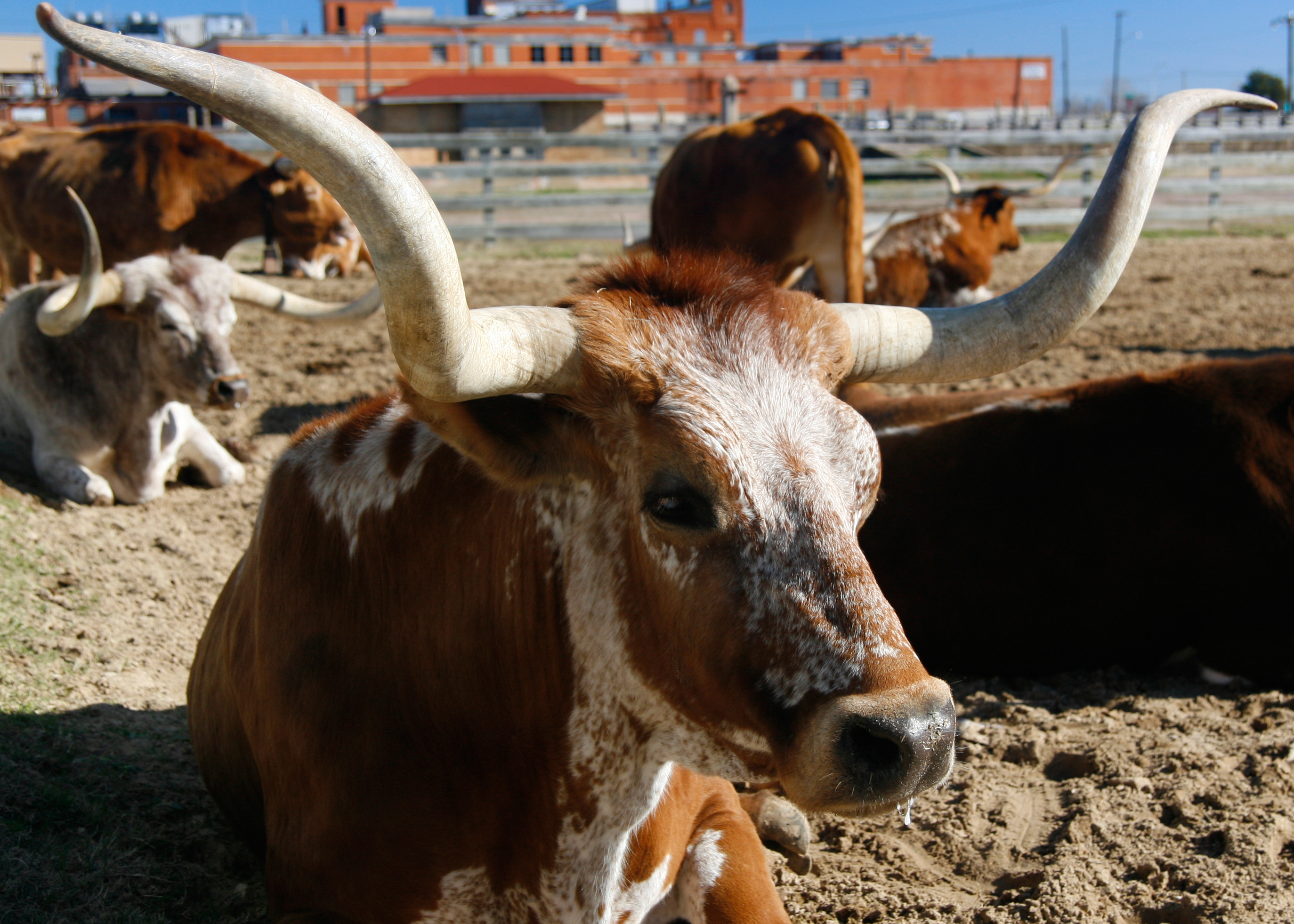
Un longhorn texan

Le Texas est au premier rang national pour le nombre d’exploitations agricoles et pour leur taille. L’État occupe la première place aux États-Unis pour l’élevage et la production de coton,. La diversité des climats et la domination des plaines ou des plateaux permet de cultiver différentes espèces : le blé dans les Grandes Plaines, coton dans l’est, cultures subtropicales sur le littoral (riz, canne à sucre), fruits et légumes dans la vallée du Rio Grande, le ranching dans l’ouest et le Panhandle.
La Escalera Ranch (1 200 km²) au sud de Fort Stockton et King Ranch figurent parmi les plus étendus du pays. La surveillance du bétail se fait par hélicoptère. Les animaux sont traités aux abattoirs d’Amarillo. L’élevage ovin est quant à lui pratiqué sur le Plateau d’Edwards.
Le bois est exploité dans les forêts de l’est.
Le Texas possède un secteur halieutique puissant : pêche à la crevette notamment par des Vietnamiens, comme dans d’autres régions du golfe du Mexique.

### Mines et énergie
La production de pondéreux et de matériaux de construction est également un secteur important (ciment, pierre, sel, sable, gravier). Le Texas est à la première place américaine pour le gypse, le magnésium et le soufre.
On trouve des dépôts de lignite dans la plaine côtière et du charbon bitumeux dans le centre nord et le sud-ouest de l’État. Mais l’État doit en importer d’autres régions comme le Wyoming.

#### Pétrole

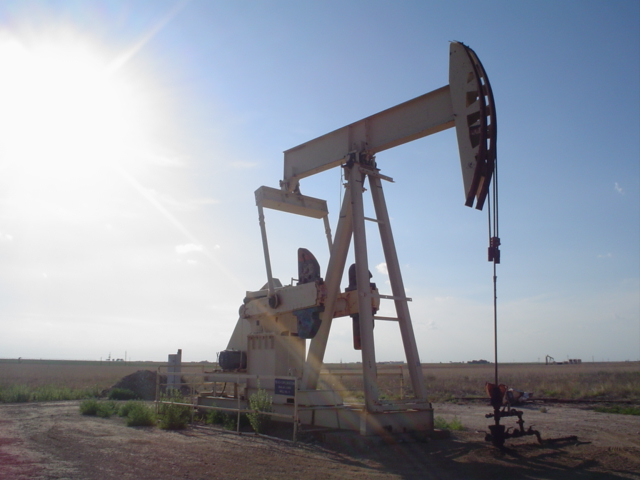
Un puits de pétrole au Texas

Le Texas est l'une des régions les plus productives des États-Unis, avec l'Alaska, la Californie, les Rocheuses ainsi que l'Oklahoma. Les hydrocarbures sont la base d'une importante industrie pétrochimique. La production totale de pétrole au Texas atteignait 1 241 000 de barils par jour en 2002. Les réserves de pétrole du Texas représentent environ le quart des réserves connues aux États-Unis,. Malgré une diversification récente, l’économie du Texas est encore soumise aux aléas des cours du pétrole : le pétrole représentait 26 % du PNB en 1981 et 10 % en 2000. Les principales régions productrices sont le littoral du golfe du Mexique (off-shore) et le bassin permien. Beaucoup de petits puits sont devenus rentables et mis récemment en exploitation. Le pétrole texan (West Texas Intermediate) est considéré comme l’un des meilleurs d’Amérique. Il est raffiné dans les usines de la côte ou celle du Midwest.
Plusieurs compagnies pétrolières ont leur siège au Texas comme ConocoPhillips, ExxonMobil, Halliburton, Valero et Marathon Oil. Les principaux ports pétroliers sont Port Arthur, Texas City, Galveston, Freeport, Port Lavaca, Corpus Christi.

#### Gaz naturel
Le Texas occupe le premier rang national pour le gaz naturel principalement dans le Panhandle et le nord-est. Alors que la production de pétrole a tendance à décliner, celle de gaz représente un quart de la production américaine et connaît une augmentation depuis 2002. On compte en outre 93 000 puits de gaz de schiste en activité début 2011 dans cet État sur les 493 000 en exploitation aux États-Unis.

#### Énergie
Le Texas est le premier État américain à la fois pour la production (11 %) et la consommation d’énergie. Les usines de production d’électricité se concentrent dans la partie la plus peuplée du Texas, c’est-à-dire l’est. Les deux centrales nucléaires sont celles de Comanche Peak et le South Texas Project, situé à 150 km de Houston, qui possède deux réacteurs nucléaires de 1 264 mégawatts. La plupart des centrales électriques texanes fonctionnent au gaz (la moitié) ou au charbon. Le Texas est le premier État consommateur de carburant, de gaz naturel et d’électricité aux États-Unis. Cette consommation s’explique par les besoins de l’industrie, des transports et de l’air climatisé en été. En 2006, environ 93 000 véhicules « propres » étaient en circulation au Texas, soit 15,7 % du total américain.
L’État cherche à diversifier ses sources d’énergie et est aujourd’hui le premier pour la production d’énergie renouvelable. Le Texas peut compter sur son potentiel éolien, solaire et hydroélectrique.
Le potentiel solaire se concentre dans le sud-ouest, l’hydroélectricité est peu développée, même s’il existe un potentiel sur la Colorado et la Red River.
Plus de 2 000 éoliennes situées dans le centre-ouest du Texas.
Le Texas est devenu en 2006 le premier État producteur d’énergie éolienne du pays, devant la Californie. À la fin 2007, les éoliennes installées au Texas développaient une puissance totale de 4 356 mégawatts. Des projets éoliens sont en cours d’étude au Texas : Shell et TXU Corporation prévoient de construire la plus grande ferme éolienne du monde d’une puissance de 3 000 mégawatts. L’énergie éolienne fournit 3 % de l’énergie consommée par l’État, soit l’équivalent d’un million de foyers. Le centre de contrôle de General Electric à Sweetwater, dans l’ouest du Texas commande plus de 800 turbines. En 2008, le milliardaire texan T. Boone Pickens, magnat du pétrole, a commandé auprès de General Electric 667 turbines éoliennes pour deux milliards de dollars. À partir de 2015, le français EDF Renouvelables participe au développement de cette énergie à travers différents projets éoliens. Ainsi, en mai 2019, EDF Renouvelables commande à l’entreprise Vestas pour 249 MW d’éoliennes pour le futur grand parc éolien de Las Majadas.[réf. nécessaire]
La vétusté du réseau électrique texan le rend vulnérable en période de crise climatique, comme lors des vagues de froid de 2011 et de 2021 qui ont entrainé des coupures massives de courant. Les experts ont pointé un important manque d’entretien du réseau et d’investissements pour lui permettre de supporter ce genre de températures,.

### Industries

#### Industries traditionnelles et lourdes
La capacité totale de raffinage de pétrole est de 4,6 millions de barils par jour. Le Texas compte 26 raffineries représentant un quart de la capacité de raffinage du pays. Elles se concentrent dans les zones industrialo-portuaires de la côte. Celle de Baytown, dans la région de Houston est la plus grande des États-Unis. Les produits raffinés sont ensuite expédiés par conduites dans le pays. La pétrochimie se concentre dans la région de Houston, mais aussi sur tout le littoral du Golfe du Mexique ; le Texas produit également un peu d’acier.

#### Industries de pointe

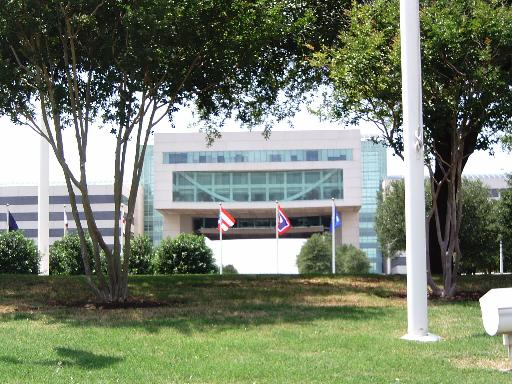
Siège social d’Electronic Data Systems à Plano.

Selon le site web de FierceBiotech, le Texas se classe dans les cinq premiers États américains pour les nouvelles technologies. Il est l’un des pôles majeurs de la Sun Belt.
Les industries de pointe et les technopôles se concentrent dans les métropoles : les "Silicon Hills" se trouvent à Austin. Les entreprises travaillent avec l’université d’État. La "Silicon Prairie", appelée également Telecom corridor, regroupe des entreprises spécialisées dans les Technologies de l'information et de la communication, le long de l'autoroute qui traverse le nord de l’aire métropolitaine de Dallas-Fort Worth. Cet espace technopolitain regroupe ainsi plus de 600 grandes entreprises comme Southwestern Bell, CompUSA dans la ville de Dallas, Fujitsu, Electronic Data Systems à Plano, Alcatel, Nokia, Ericsson, Sprint, MCI ou encore Nortel à Richardson. Plusieurs compagnies de haute technologie ont leur siège social au Texas : Dell, Inc. (ordinateurs, Round Rock, dans la banlieue d’Austin), Texas Instruments (composants électroniques, semi-conducteurs, Dallas), Perot Systems (services informatiques, Plano), AT&T Inc. (services téléphoniques, Dallas) ou encore Electronic Data Systems (informatique, Plano). Chaque année, le festival South by Southwest Interactive réunit des scientifiques et des professionnels des nouvelles technologies à Austin.
Houston est l’un des premiers pôles de l’aérospatiale américaine avec le Lyndon B. Johnson Space Center et la NASA. L’agglomération a également développé les biotechnologies. Fort Worth accueille la division aéronautique de Lockheed Martin ainsi que le constructeur d’hélicoptères Bell Helicopter Textron,. 
Le complexe militaro-industriel est représenté à la base militaire aérienne de San Antonio.

### Secteur tertiaire

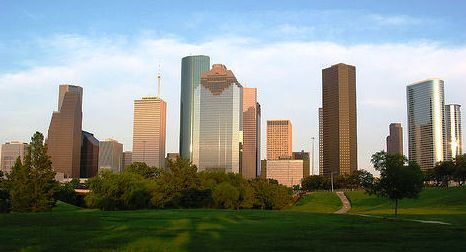
Le quartier des affaires de Houston

À Irving, dans l’aire métropolitaine de Dallas-Fort Worth, Kimberly-Clark fabrique des produits de consommation destinés à l'hygiène personnelle et aux soins comme les mouchoirs « Kleenex », les produits d'hygiène féminine « Kotex », le papier de toilette « Cottonelle », les lingettes humides « Wypall », les lingettes de nettoyage scientifique « KimWipes » et les couches jetables « Huggies ».
L’entreprise de location de vidéo et de jeux vidéo Blockbuster Inc. a son siège social à Dallas de même que Tenet Healthcare dans le domaine de la santé. Whole Foods Market à Austin fait partie de l'indice NASDAQ-100.
L’aire métropolitaine de Dallas-Fort Worth abrite le deuxième centre commercial des États-Unis, Highland Park Village et possède la plus forte concentration de centres commerciaux par habitant. Il faut enfin noter que les hôtels Hilton sont nés au Texas : c’est en 1919 que Conrad Hilton senior a acheté son premier établissement à Cisco. Le premier hôtel de la chaîne a été construit à Dallas en 1925 et aujourd’hui, Hilton est présent dans le monde entier.
Le tourisme est également un secteur dynamique : la culture hispanique à San Antonio et El Paso, les westerns de Fort Worth, les stations balnéaires de Galveston, de Corpus Christi, et Padre Island, les centres de conférences de Houston et Dallas attirent de nombreux visiteurs.
Le Texas est également un lieu de tournage important, notamment à Austin. La série télévisée Dallas a été filmée dans le Southfork Ranch, près de  Plano. La Commission du film du Texas a été fondée pour faciliter les tournages. Plusieurs studios de Hollywood ont délocalisé leurs divisions de production dans les régions d’Austin et de Dallas. Le groupe de média Clear Channel Communications est basé à San Antonio. Pi Studios et Timegate Studios se trouvent dans la région de Houston. Enfin, Blockbuster Video et Cinemark Theatres sont présents dans l’agglomération de Dallas-Fort Worth.
Les deux centres financiers les plus importants du Texas se trouvent à Dallas et Houston. Les bureaux des grandes firmes et des banques se trouvent dans les CBD, mais aussi dans les edge cities de la banlieue. Les sociétés pétrolières sont particulièrement bien représentées.
Dans le domaine de la santé, les deux principaux pôles sont l’University of Texas Health Science Center à Dallas et le Texas Medical Center à Houston, dont la réputation est internationale.

### Transports et commerce
En 2006, le Texas était la première région des États-Unis pour la valeur des exportations, d’un montant total de 150,8 milliards de dollars. L’État profite en effet des accords de l’ALENA et de sa position frontalière avec le Mexique qui reçoit un tiers des exportations texanes. L’économie est marquée par l’implantation de maquiladoras le long du Rio Grande. Ces usines bénéficient d'une exonération des droits de douane pour pouvoir produire à un moindre coût des marchandises assemblées, transformées, réparées ou élaborées à partir de composants importés ; la majeure partie de ces marchandises est ensuite exportée.
Grâce à sa position centrale aux États-Unis, le Texas est l’un des principaux carrefours de communication : les camions partant de Dallas peuvent toucher 93 % de la population américaine en 48 heures, 37 % en 24 heures. Le Texas possède 33 zones économiques spéciales.